# Ley de Condiciones Generales de la Contratación de España
La Ley de Condiciones Generales de la Contratación es una ley española publicada el 13 de abril de 1998.

## Condición general
Es toda cláusula contractual predispuesta (no negociada) cuya incorporación al contrato viene impuesta por una sola de las partes (predisponente) y que ha sido redactada para incluirse en una pluralidad de contratos. En estos contratos de adhesión las partes son:
- Predisponente: persona que incluye la condición general en el contrato, tiene que ser empresario o profesional en el ejercicio de su actividad.
- Adherente: persona que se adhiere o rechaza el contrato en bloque. Puede ser: empresario, profesional o consumidor.

## Exigencias
La Ley exige que las condiciones generales se redacten de forma clara, concreta. sencilla y transparente.

## Interpretación
La interpretación de las condiciones generales, la Ley dice que se aplicará las normas de contratación del Código Civil. Existen dos particularidades:
- En caso de discordancia entre condición general y condición particular, prevalecerá la condición particular, salvo que la general sea más beneficiosa para el adherente.
- La interpretación de condiciones generales oscuras deberá hacerse en favor del adherente (artículo 6.2). Esta regla de interpretación es conocida como "contra proferentem".

## Derechos del adherente
El adherente tiene derecho a ser informado de la existencia de condiciones generales del contrato y la posibilidad de conocer el contenido, bien se incluyen las condiciones generales en el contrato o bien se pueden agregar como anexo al contrato, el adherente deberá aceptar las condiciones mediante la firma de contrato por todas las partes. Sin embargo, existen 2 supuestos especiales:
- En caso de que el contrato sea oral bastará con que las condiciones generales estén expuestas en el lugar en donde se firma el contrato o también es válido que se le de publicidad de otra forma, siempre que se garantice la posibilidad que las conozca el adherente.
- Aquellos contratos realizados vía telefónica o electrónica, que lleven condiciones generales, tienen un régimen especial previsto en la Ley 34/2002 de 11 de julio de Servicios de la Sociedad de la Información y Comercio Electrónico.

## Nulidad
La Ley declara la nulidad de pleno derecho a aquellas condiciones generales que sean contrarias a ella o que vayan en contra de otra ley prohibitiva o imperativa. La nulidad de una condición general no implica la nulidad total del contrato si este puede subsistir sin esa condición general. El que se produzca o no la nulidad total o no dependa de la sentencia.

## Controles
La Ley prevé diferentes controles de las condiciones generales, hay 3 tipos:
1. La Ley contempla una serie de acciones judiciales colectivas que se pueden ejercer contra condiciones generales contrarias a la Ley. Las pueden ejercer: los colegiados profesionales, organizaciones de consumidores y usuarios y Cámaras de comercio. 
Estas acciones son de tres clases:
- Acción de cesación: cuando se pide al juez en la demanda a que condene al demandado a que suprima de sus contratos una determinada condición general y que no la vuelva a incluir en ninguno de sus contratos.
- Acción de retracción: cuando se pide al demandado que se retracte públicamente de las recomendaciones de utilizar la condición general.
- Acción de reconocimiento: cuando se pide al juez que declare que una determinada cláusula de un contrato es condición general y debe ser sometida a los controles de condiciones generales. El perjudicado también puede ejercer acciones individuales para que cese una determinada condición general o se declare su no-incorporación al contrato.

2. La Ley crea un registro público de condiciones generales de contratación donde podrán inscribirse las condiciones generales de la contratación que se introduzcan en los contratos, este registro es facultativo (opcional). Sin embargo, la Ley permite que el gobierno, por Real Decreto, pueda exigir la inscripción obligatoria de condiciones generales incluidas en contratos de ciertos sectores (económicos, seguros...) este registro ha sido desarrollado por el reglamento de 3/12/1999. 

3. Que impone la obligación a ciertos profesionales (notarios y registradores) de informar a sus clientes (en los contratos en los que ellos intervengan) de la existencia de condiciones generales, deben velar porque esas condiciones generales cumplan por el régimen establecido por la Ley. Se han suprimido la figura de los corredores de comercio que también eran fedatarios públicos como los notarios.